# SHL Schweizerische Hotelfachschule Luzern
Die SHL Schweizerische Hotelfachschule Luzern ist eine Hotelfachschule und Ausbildungsstätte für Hospitality-Management in Luzern. Sie wurde 1909 gegründet und ist eine der berufsorientierten Hotelfachschulen in der Schweiz. Die Schule liegt unterhalb des Hotels Montana und ist wie dieses über die Standseilbahn Hotel Montana erreichbar.

## Geschichte
Die Gründungsorganisation der SHL, die Union Helvetia – heute Hotel & Gastro Union – wurde 1886 mit Fokus auf die berufliche Weiterbildung von Hotelangestellten gegründet. Mit dem Boom der Schweizer Tourismusindustrie stieg zwischen 1890 und 1914 auch die Nachfrage nach qualifizierten Hotelangestellten. Um dieser Nachfrage gerecht zu werden, eröffnete die Union Helvetia 1909 die SHL Schweizerische Hotelfachschule Luzern.

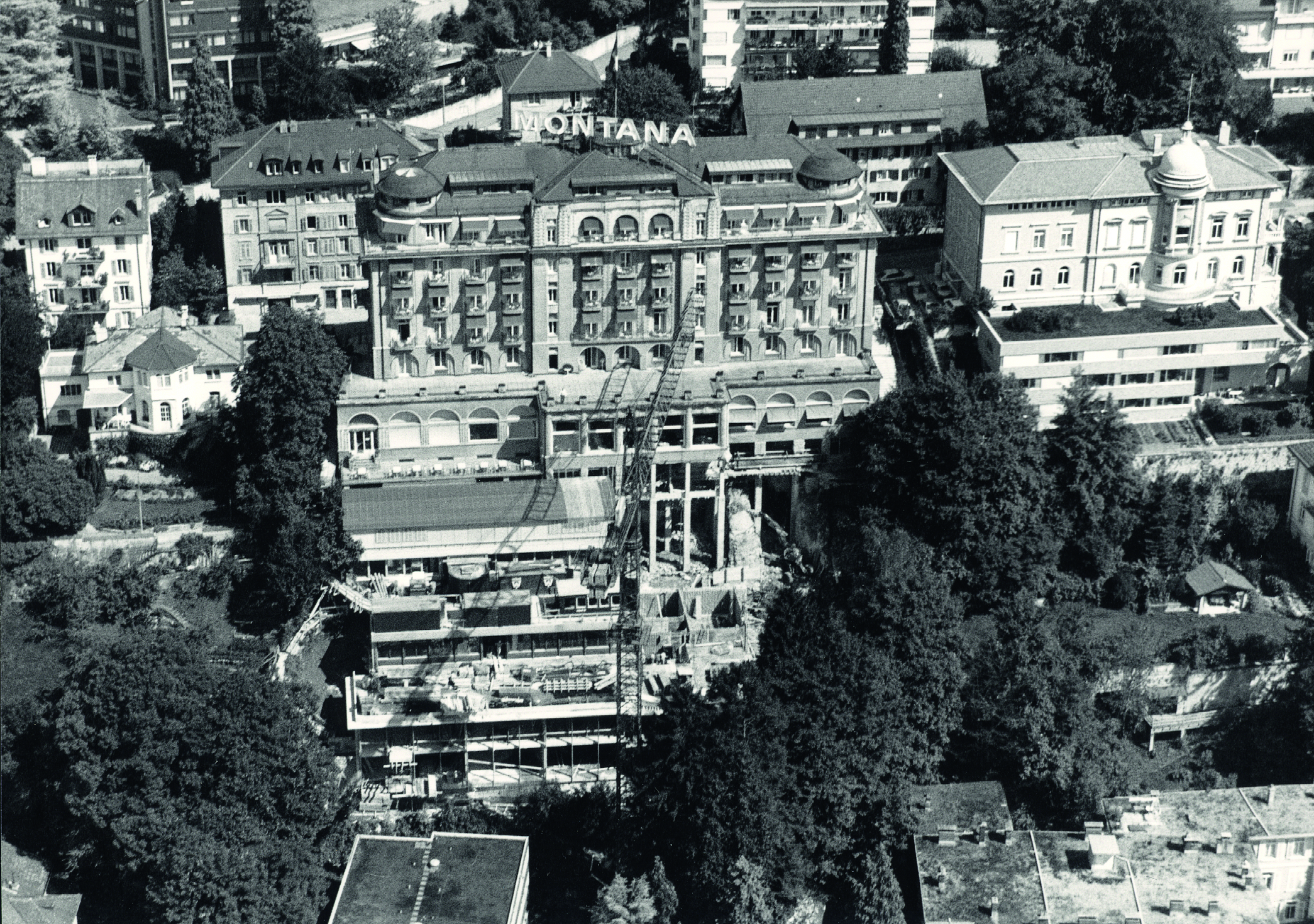
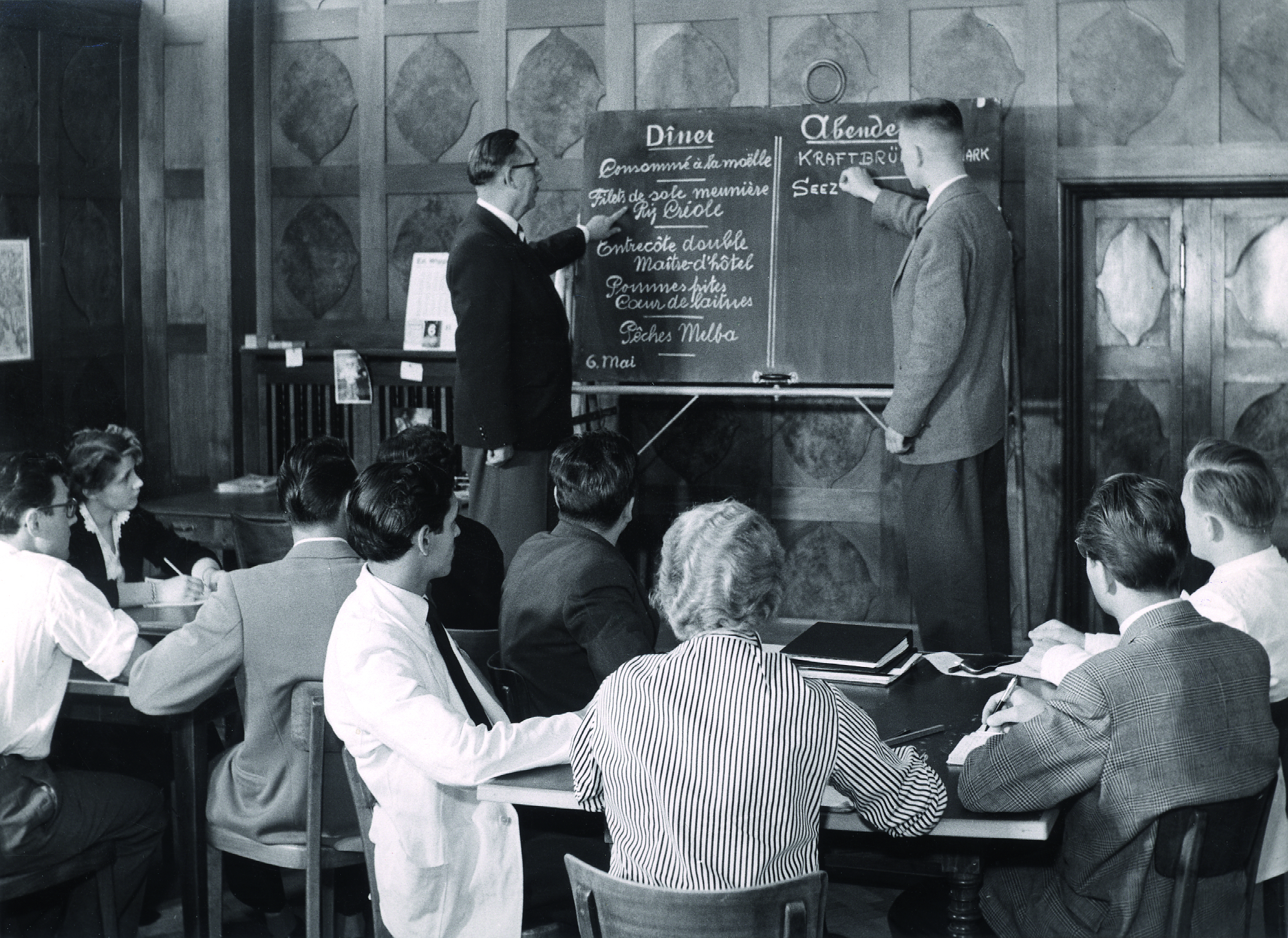
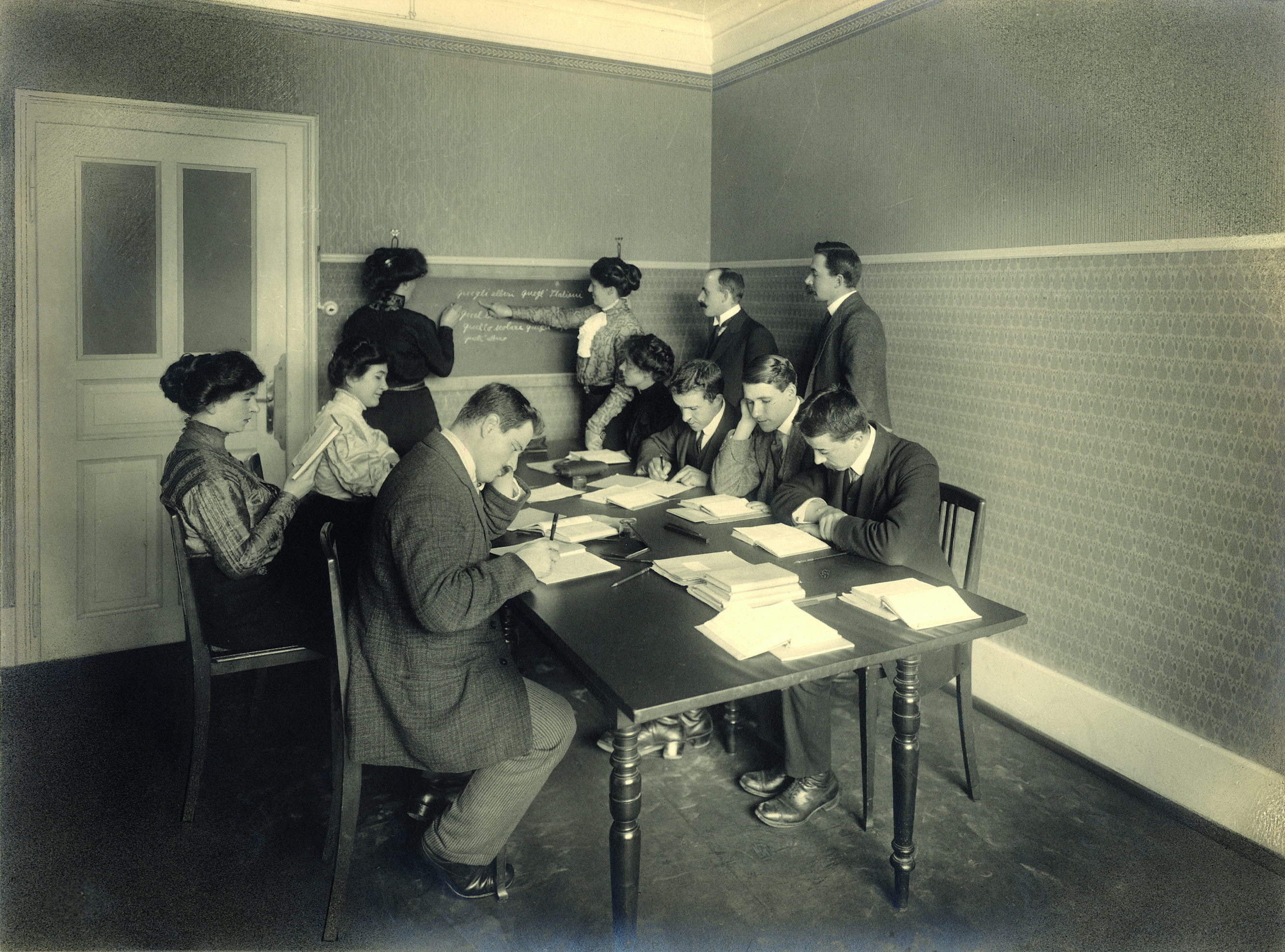
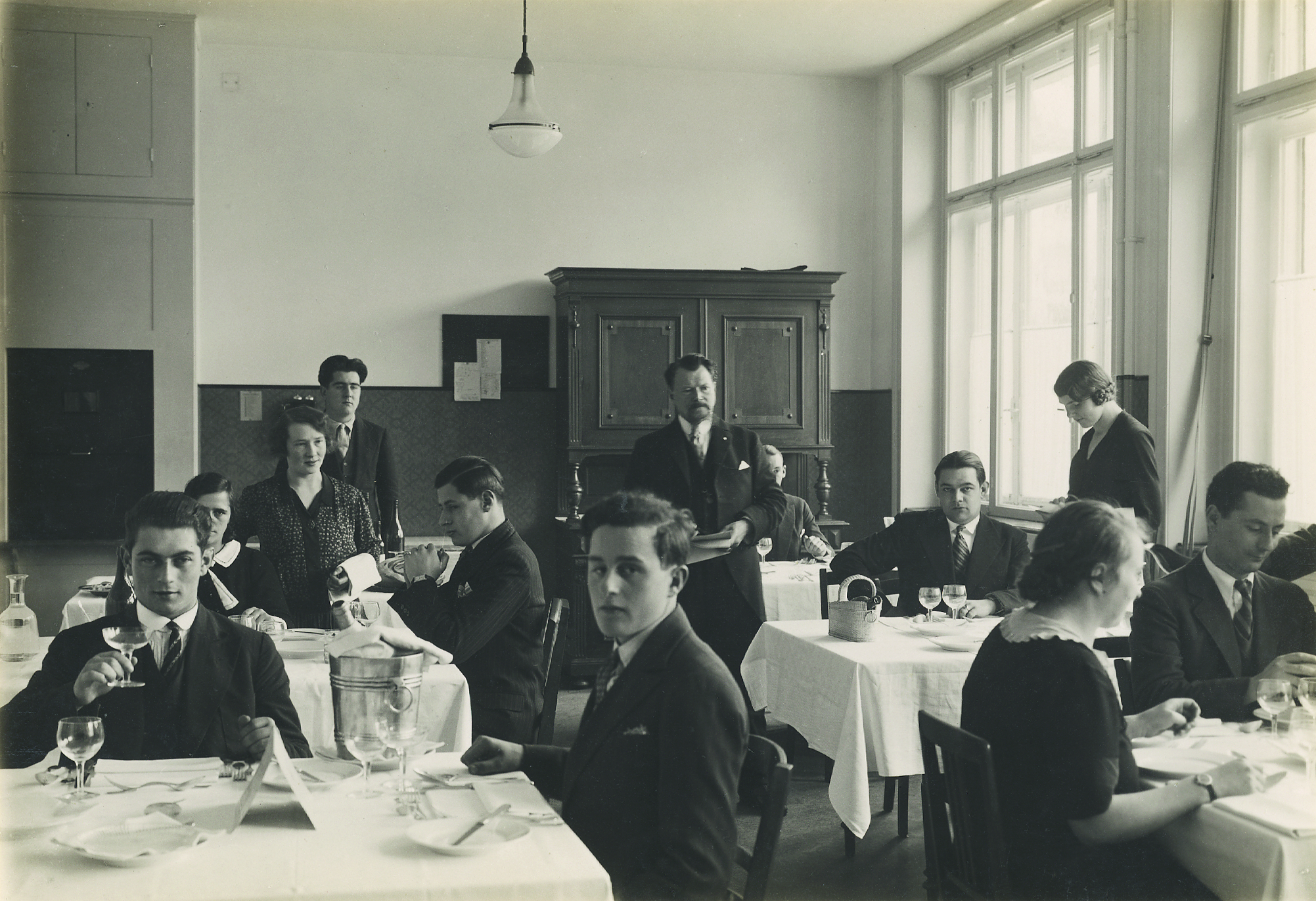

## Campus
Der im Sommer 2019 renovierte Campus bietet akademische und praktische Ausbildungseinrichtungen, Gruppenräume, Rückzugsorte zum Selbststudium und Lounge-Bereiche. Die SHL verfügt über vier F&B Outlets: Der Club, das Ausbildungsrestaurant Salt & Pepper und das Caffè Milano.
Direkt neben dem SHL «Lakeview Campus» befindet sich das Hotel SHL, in dem rund 80 Studierende während der Semester wohnen.

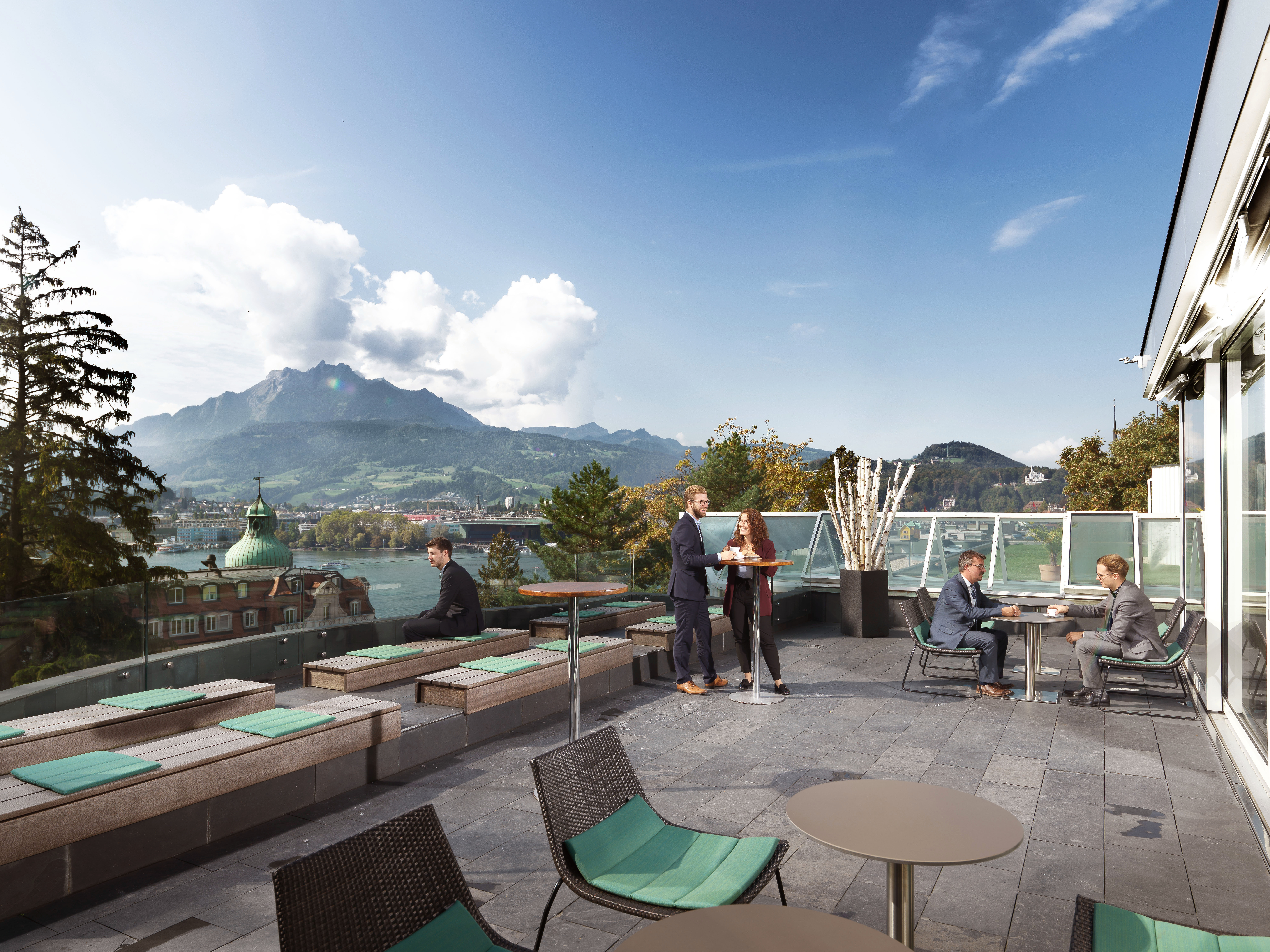
Aussicht von der Terrasse
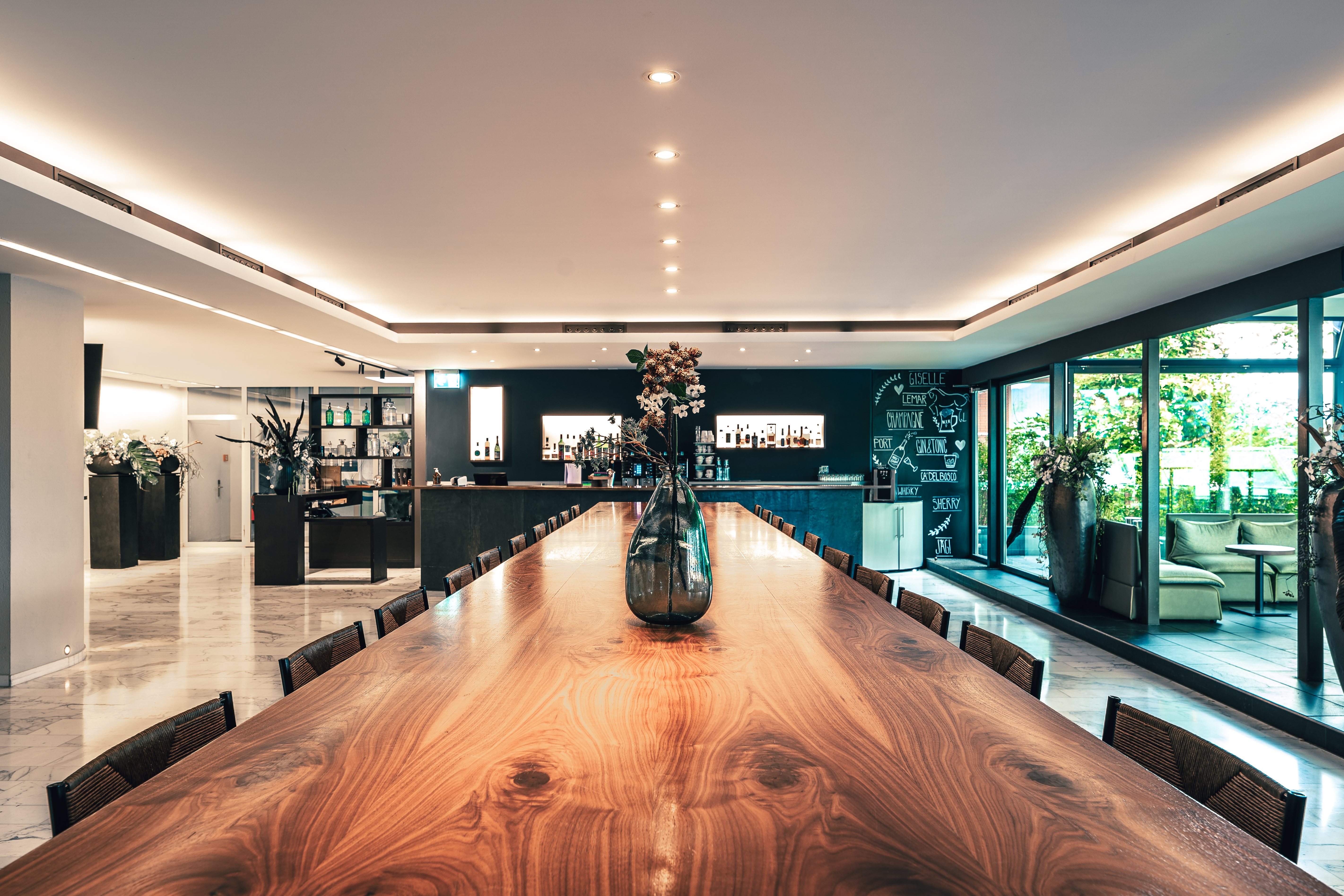
Eingangsbereich / Club
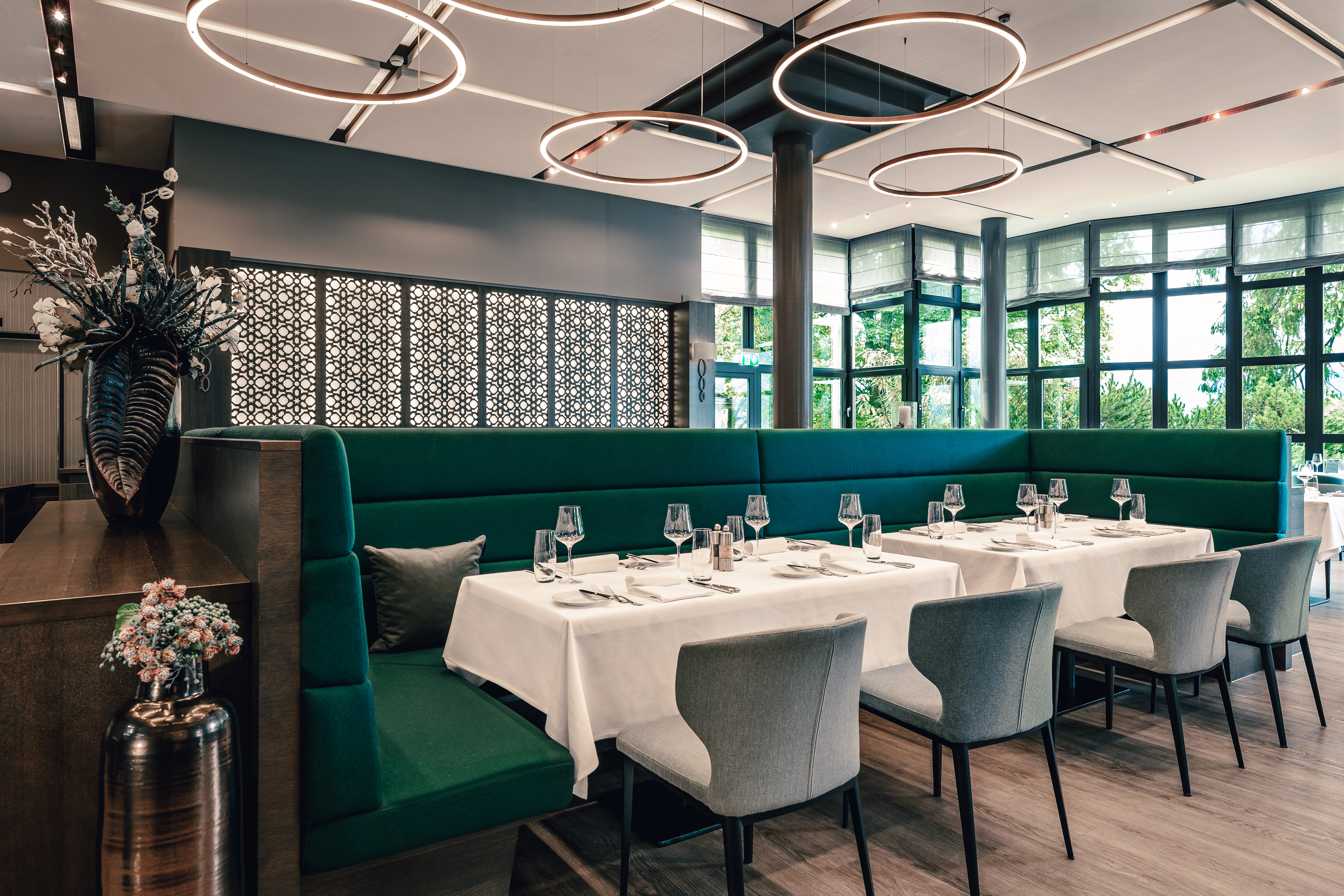
Restaurant Salt & Pepper
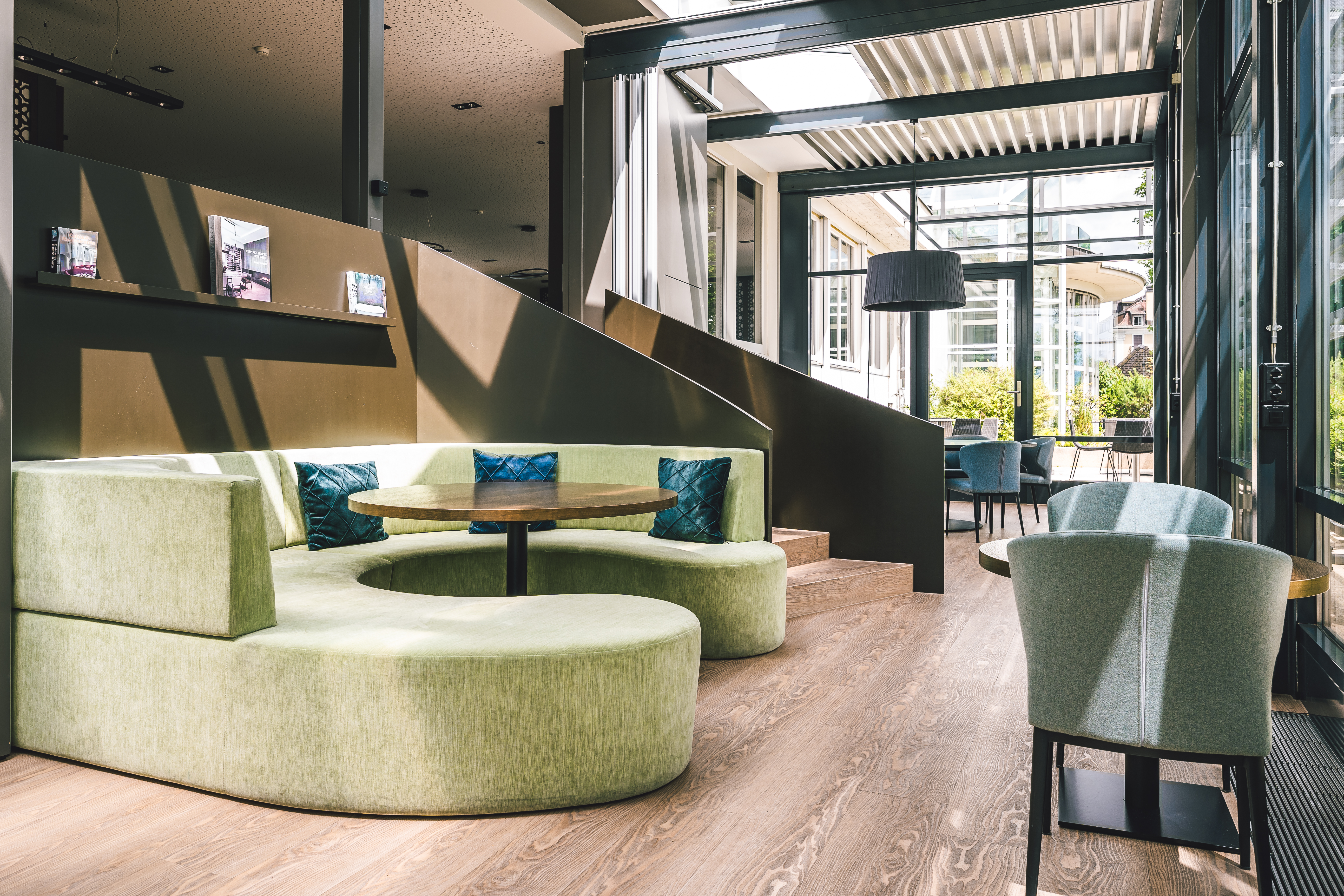
Restaurant Salt & Pepper
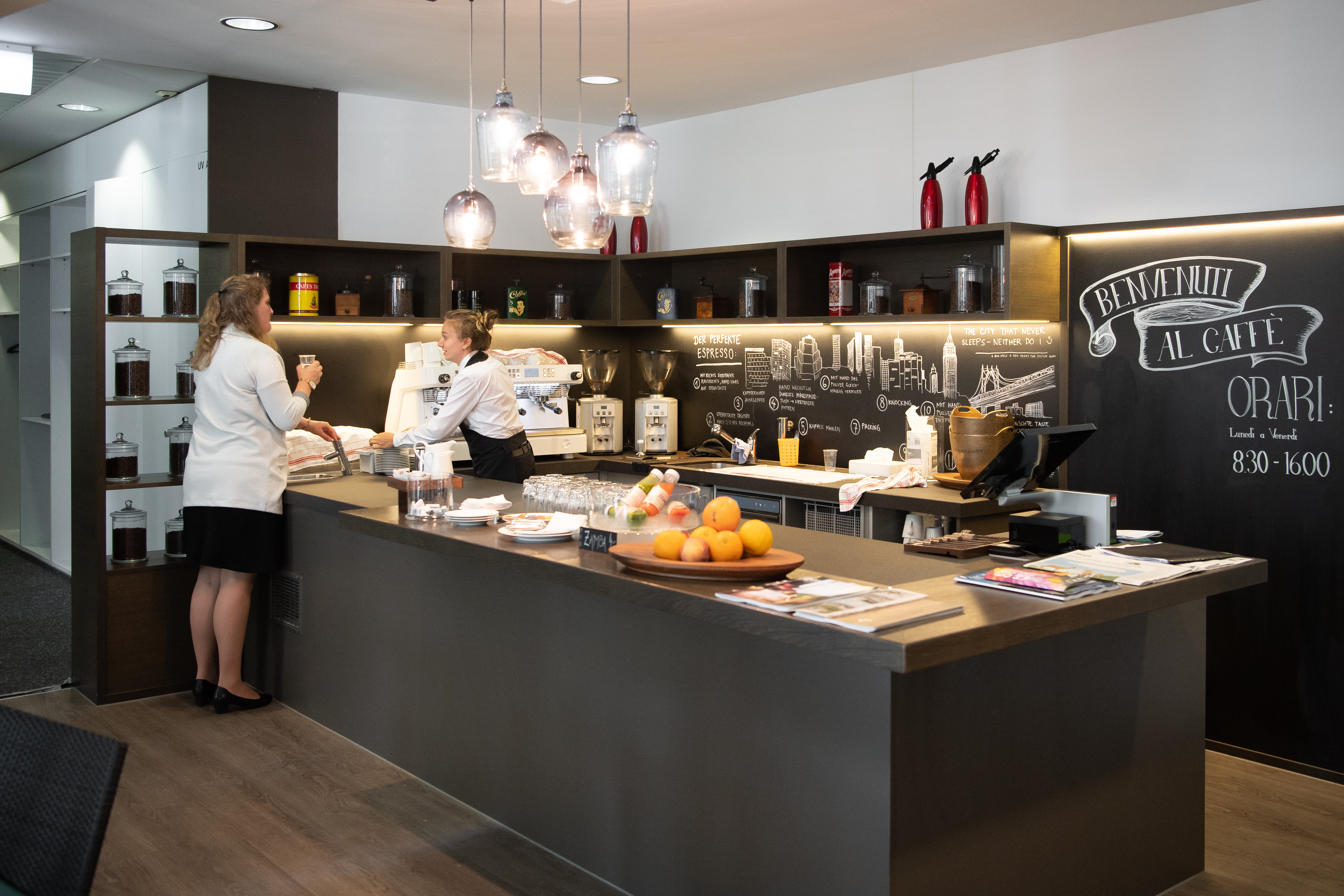
Caffè Milano
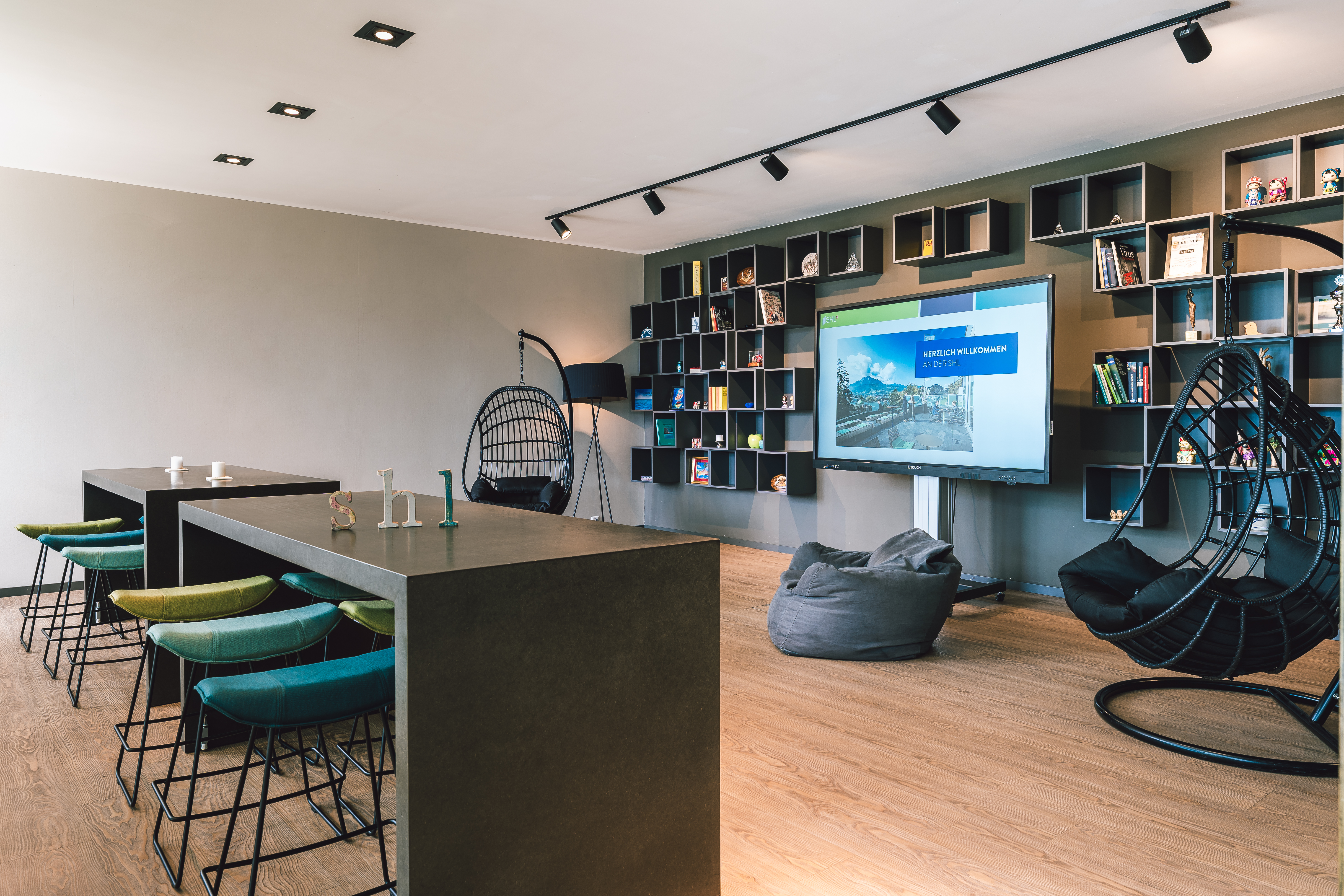
Boost Zone
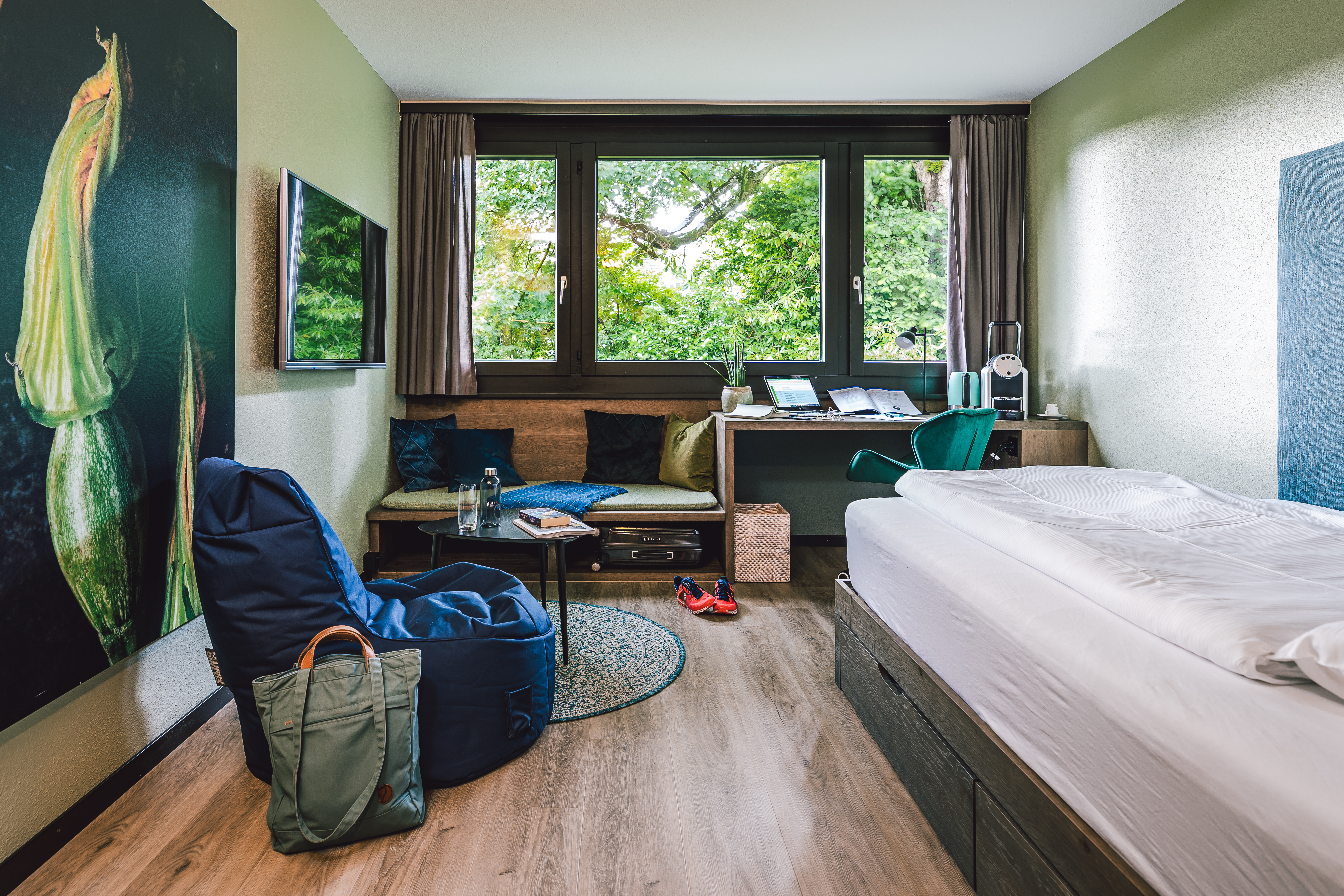
Hotel SHL
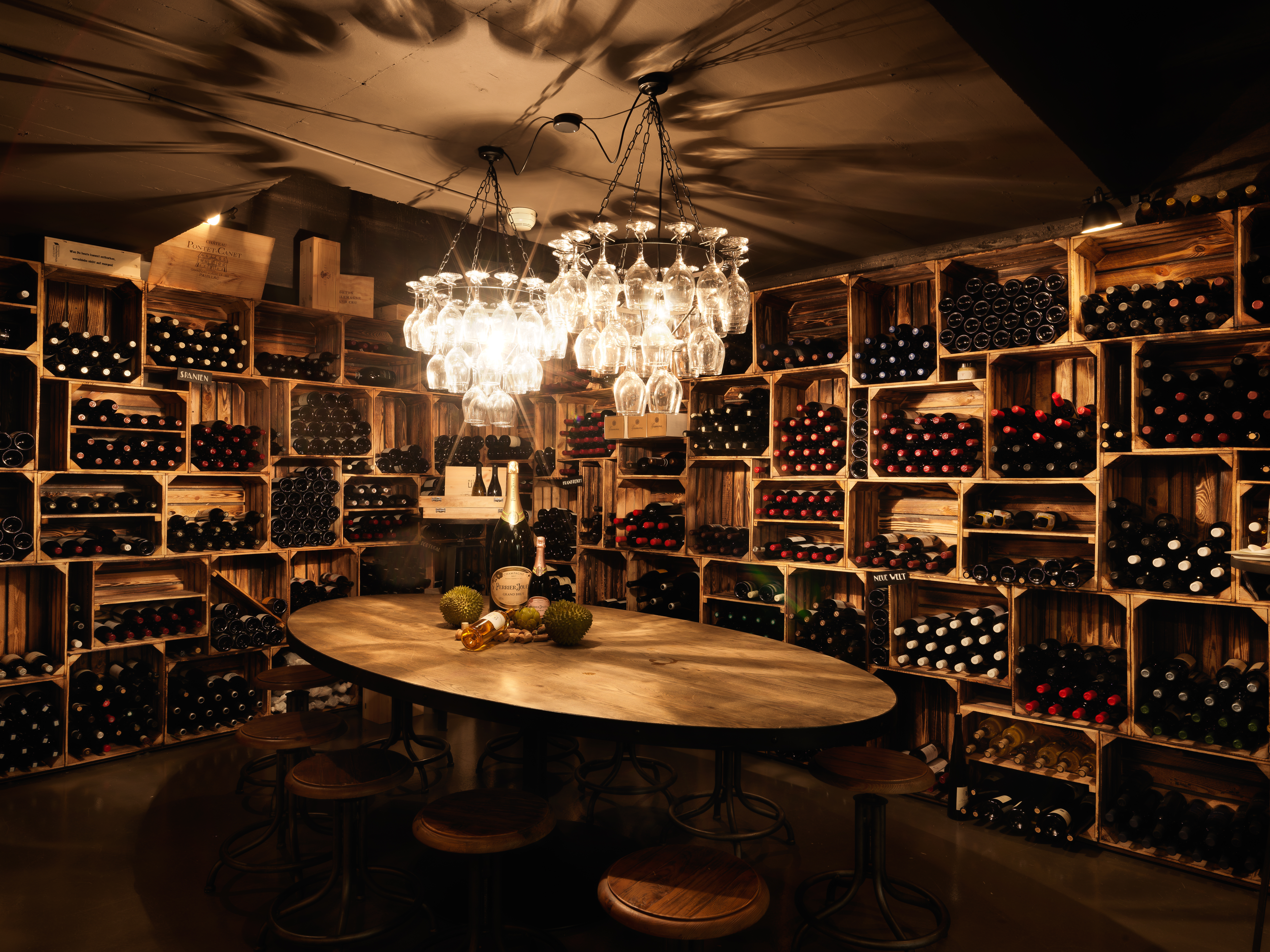
Weinkeller

## Ausbildung
Die SHL ist eine der vier Hotelfachschulen der Schweiz, die den eidgenössisch anerkannte Bildungsgang «Dipl. Hotelier(e)-Gastronom(in) HF» anbietet. Der «Bachelor of Science (BSc) in Hospitality Management» ist einer von zwei akademischen Hotelmanagement-Abschlüssen in der Schweiz, welcher sowohl von der Schweizerischen Eidgenossenschaft anerkannt ist, als auch den Bologna-Richtlinien entspricht. Das Studium wird in einer Kooperation zwischen der SHL und der Hochschule Luzern (HSLU) angeboten und baut auf dem European Credit Transfer System (ECTS) auf.
Die SHL bietet zwei Bildungsgänge an:
- Dipl. Hotelier(e)-Gastronom(in) HF (früher: Dipl. Hôtelière-Restauratrice / Hôtelier-Restaurateur HF), bestehend aus vier schulischen Semestern, zwei sechsmonatigen Fachpraktika und einer sechsmonatigen Anstellung in einer Managementposition.[8][9]
- Der Bachelor of Science in Hospitality Management (in englischer Sprache), der in Zusammenarbeit mit der Hochschule Luzern (Lucerne University of Applied Sciences and Arts) angeboten wird, verbindet und verzahnt Hotelmanagement und Betriebswirtschaft.[10]

## Akkreditierung
Die SHL Schweizerische Hotelfachschule Luzern ist nach dem Berufsbildungsgesetz eidgenössisch anerkannt und untersteht der Aufsicht des Bundes und des Kantons Luzern.
Der Bachelor of Science in Hospitality Management ist vom Bund akkreditiert und entspricht der Bologna-Deklaration unter Verwendung des European Credit Transfer System (ECTS). Die SHL ist die einzige Hospitality Management Institution in der Schweiz, die einen Studiengang anbietet, der der Hochschule Luzern (HSLU) angegliedert ist.
Zudem ist die SHL EduQua-zertifiziert. EduQua ist das Schweizer Qualitätszertifikat für Weiterbildungsinstitutionen, das vom Staatssekretariat für Wirtschaft (SECO), dem Staatssekretariat für Bildung, Forschung und Innovation (SBFI) und dem Schweizerischen Verband für Weiterbildung (SVEB) vergeben wird.

## Auszeichnungen

### Eduwo Bildungsranking
Die SHL Schweizerische Hotelfachschule Luzern hat 2020 den ersten Platz des Eduwo Bildungsrankings erreicht. 6000 Studierende nahmen an der Umfrage dazu teil und wählten den Studiengang Dipl. Hôtelière-Restauratrice / Hôtelier-Restaurateur HF zum beliebtesten der Schweiz.

### Tourismus Awards 2019
Der Tourmismus-Award ist eine Auszeichnung für ausserordentliche Verdienste zugunsten des Tourismus. 2019 ging der Zukunfts-Award an die SHL Schweizerische Hotelfachschule Luzern.

## Zusammenarbeit mit der Industrie

### Praktika und Karrieretage
Durch die Pflichtpraktika, welche die Studierenden im Rahmen ihrer Ausbildung an der SHL absolvieren, ist die SHL in ständigem Kontakt mit der Branche. Dreimal pro Jahr besuchen nationale und internationale Unternehmen aus der Hotellerie, Gastronomie und Dienstleistungsbranchen die SHL Schweizerische Hotelfachschule Luzern im Rahmen des SHL Karrieretags, um sich mit den Studierenden auszutauschen und sie für offene Stellen zu rekrutieren.

### Projekt- und Diplomarbeiten
Die Business Cases für die Projekt- und Diplomarbeiten kommen aus der Wirtschaft: Unternehmer beauftragen SHL-Studierende, Businesspläne und lösungsorientierte Konzepte für ihre realen Projekte zu entwickeln.

### International Advisory Board
Seit 2022 hat die SHL Schweizerische Hotelfachschule Luzern ein internationales Advisory Board, welches sich aus Branchenexperten zusammensetzt. Die Mitglieder helfen der SHL die Bedürfnisse der Branche klar zu identifiziert und liefern wertvolle Inputs für die zukünftige Entwicklung der Schule.

## Partnerschaften
Die SHL bietet den «Bachelor of Science in Hospitality Management» in Zusammenarbeit mit der Hochschule Luzern (HSLU) an und verleiht diesen.
Neben den klassischen Bildungsangeboten bietet die SHL Schweizerische Hotelfachschule Luzern Bildungskonzepte, Trainings und Beratungsleistungen im Bereich «Best Customer Experience» für Unternehmen verschiedener Branchen an. Eine langjährige Zusammenarbeit in diesem Bereich besteht mit Mercedes-Benz Schweiz, für die die SHL ein wirkungsvolles Konzept und nachhaltige Trainings zur Verbesserung des Kundenerlebnisses entwickelt hat.
Auf internationalem Parkett engagiert sich die SHL Schweizerische Hotelfachschule Luzern in Entwicklungsprojekten, indem sie bei der Konzeption und Etablierung verschiedener branchenspezifischer Bildungsinitiativen aktiv ist. Ziel des internationalen Engagements der SHL Schweizerische Hotelfachschule Luzern in branchenspezifischen Ausbildungsinitiativen ist der Transfer von Wissen und Kompetenzen zur Stärkung der Hotellerie weit über die Grenzen der Schweiz hinaus. Im Vordergrund steht dabei immer die Vermittlung von Hotellerie-Know-how mit den dazugehörigen praxisorientierten Ausbildungskonzepten.
Zwei der Projekte:
- Kambodscha: Etablierung der praxisorientierten Kochschule Academia of Culinary Arts Cambodia (ACAC) in Phnom Penh[18]
- Indonesien: Unterstützung des Sustainable Tourism Education Development (STED) bei der Schaffung wettbewerbsfähiger und nachhaltiger Destinationen und der Ausbildung von Fachkräften, was wesentlich zur wirtschaftlichen, ökologischen und sozialen Nachhaltigkeit des Tourismussektors in Lombok beitragen wird / Partner: Staatssekretariat für Wirtschaft SECO, swisscontact[19]